# Dekanat Peszt-Centrum
Dekanat Peszt-Centrum – jeden z 16 dekanatów rzymskokatolickiej archidiecezji ostrzyhomsko-budapeszteńskiej na Węgrzech. 
Według stanu na kwiecień 2018 w skład dekanatu Peszt-Centrum wchodziło 9 parafii rzymskokatolickich. 

## Lista parafii
W skład dekanatu Peszt-Centrum wchodzą następujące parafie:
1. Parafia Najświętszej Maryi Panny Królowej Różańca w Budapeszcie
2. Parafia Najświętszej Maryi Panny Nieustającej Pomocy w Budapeszcie - parafia polska
3. Parafia Regnum Marianum w Budapeszcie
4. Parafia św. Władysława w Budapeszcie-Kőbánya
5. Parafia św. Jerzego w Budapeszcie-Kőbánya
6. Parafia Świętej Rodziny w Budapeszcie-Outer-Kőbánya
7. Parafia św. Stefana w Budapeszcie-Rákosfalva
8. Parafia św. Teresy z Lisieux w Budapeszcie-Törökör
9. Parafia św. Antoniego Padewskiego w Budapeszcie-Zugló